# Hadena bondii
Hadena bondii är en fjärilsart som beskrevs av Turner 1943. Hadena bondii ingår i släktet Hadena och familjen nattflyn. Inga underarter finns listade i Catalogue of Life.